# Moravan Otrokovice

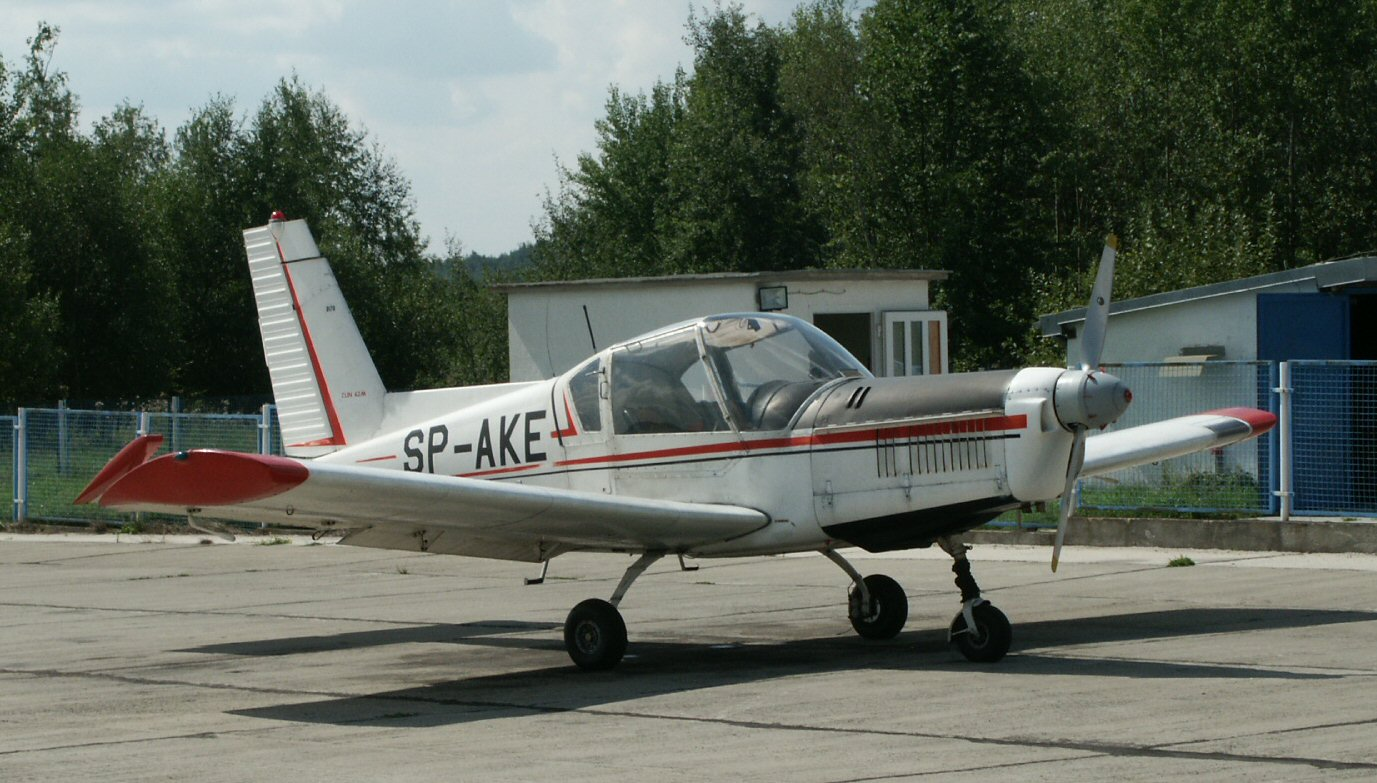
Zlín Z-42M

Moravan Otrokovice, voluit Moravan Aviation s.r.o., was een Tsjechische, vroeger Tsjechoslowaakse, vliegtuigbouwer, die bestond van 1934 tot 2005.
Moravan werd in 1934 in Zlín opgericht als Baťa a.s. Zlín door Baťa, een lokale schoenenfabriek. Op 8 juli 1935 werd Moravan omgedoopt tot Zlínská letecká akciová společnost, waarna een fabriek werd gebouwd bij Otrokovice. Na de Tweede Wereldoorlog werd Moravan hernoemd tot Zlínavion en weer later opnieuw in Moravan. Na de val van het communisme werd Moravan gedwongen het op de internationale markt op te nemen. In 2001 werd Let Kunovice gekocht door Moravan. In november 2005 ging Moravan failliet. In december 2006 nam de Ierse firma QucomHaps Holding Ltd. grote delen van het concern over. Vandaag de dag heet de firma Zlinaviation.
In 1956 ontwikkelde Moravan, parallel met Avia, een kleine auto. Er zijn in ieder geval twee prototypes gebouwd. De carrosserie was van duraluminium en de auto werd aangedreven door een 350cc 2-takt motor. Net als de Avia zat de bestuurder centraal en was er plaats voor twee passagiers op de achterbank en eventueel nog een kind.

Het eerste prototype had evenals de Avia een schuifdak waardoor men kon instappen. Het tweede prototype had normale deuren.
Verder dan het prototype-stadium is dit project niet gekomen.

## Lijst van vliegtuigen
- Zlín C-1 (Klemm Kl 35 - licentie)
- Zlín Savage (licentie)
- Zlín Z-V
- Zlín Z-IX
- Zlín Z-X
- Zlín Z-XI
- Zlín Z-XII

- Zlín Z-XIII
- Zlín Z-XV
- Zlín Z-XVIII
- Zlín Z-20
- Zlín Z-22 Junák
- Zlín Z-23 Honza
- Zlín Z-24 Krajánek

- Zlín Z-25 Sohaj
- Zlín Z-26 Trenér
- Zlín Z-37 Čmelák
- Zlín Z-42
- Zlín Z-43
- Zlín Z-50
- Zlín Z-181 (Bücker Bü 181 Bestmann – licentie)